# Ча-ча-ча (фильм)
«Ча-Ча-Ча» (англ. Cha Cha Cha) — полнометражный фильм режиссёра Мики Каурисмяки 1989 года.

## Сюжет
Спившийся финский бомж Матти может получить наследство в миллион долларов от своей одинокой тётушки, которая эмигрировала в Америку и разбогатела. Когда-то давно она научила 30-летнего Матти пить, а теперь сообщает ему, что наследство достанется ему только если он станет достойным членом общества. Матти не уверен, что ему хочется что-то менять в своей жизни, но пытается помочь другим.

## В ролях
- Матти Пеллонпяя — Матти Ойянперя
- Санна Франсман — Санна Пёллянен
- Кари Вяянянен — Кари Пёллянен
- Сиири Нордин — Сиири Пёллянен
- Соли Лаббарт — Камилла Уэлли, американская тетушка